# Ventelay
Ventelay és un municipi francès, situat al departament del Marne i a la regió del Gran Est. L'any 2007 tenia 271 habitants.

## Demografia

### Població
El 2007 la població de fet de Ventelay era de 271 persones. Hi havia 96 famílies, de les quals 12 eren unipersonals (8 homes vivint sols i 4 dones vivint soles), 33 parelles sense fills, 38 parelles amb fills i 13 famílies monoparentals amb fills.
La població ha evolucionat segons el següent gràfic:
Habitants censats

### Habitatges
El 2007 hi havia 107 habitatges, 97 eren l'habitatge principal de la família, 8 eren segones residències i 2 estaven desocupats. Tots els 107 habitatges eren cases. Dels 97 habitatges principals, 83 estaven ocupats pels seus propietaris, 8 estaven llogats i ocupats pels llogaters i 5 estaven cedits a títol gratuït; 5 tenien dues cambres, 9 en tenien tres, 21 en tenien quatre i 62 en tenien cinc o més. 68 habitatges disposaven pel capbaix d'una plaça de pàrquing. A 32 habitatges hi havia un automòbil i a 54 n'hi havia dos o més.

### Piràmide de població
La piràmide de població per edats i sexe el 2009 era:
| Homes | Edats   | Dones |
| ----- | ------- | ----- |
| 0     | 95 o +  | 0     |
| 0     | 90 a 94 | 0     |
| 0     | 85 a 89 | 0     |
| 0     | 80 a 84 | 4     |
| 4     | 75 a 79 | 4     |
| 4     | 70 a 74 | 4     |
| 8     | 65 a 69 | 12    |
| 0     | 60 a 64 | 4     |
| 4     | 55 a 59 | 4     |
| 12    | 50 a 54 | 8     |
| 12    | 45 a 49 | 8     |
| 12    | 40 a 44 | 8     |
| 4     | 35 a 39 | 8     |
| 8     | 30 a 34 | 12    |
| 8     | 25 a 29 | 0     |
| 16    | 20 a 24 | 4     |
| 0     | 15 a 19 | 0     |
| 8     | 10 a 14 | 0     |
| 8     | 5 a 9   | 12    |
| 8     | 0 a 4   | 4     |

## Economia
El 2007 la població en edat de treballar era de 168 persones, 142 eren actives i 26 eren inactives. De les 142 persones actives 133 estaven ocupades (71 homes i 62 dones) i 9 estaven aturades (5 homes i 4 dones). De les 26 persones inactives 11 estaven jubilades, 8 estaven estudiant i 7 estaven classificades com a «altres inactius».

### Ingressos
El 2009 a Ventelay hi havia 98 unitats fiscals que integraven 265 persones, la mediana anual d'ingressos fiscals per persona era de 19.716 €.

### Activitats econòmiques
Dels 6 establiments que hi havia el 2007, 2 eren d'empreses de construcció, 1 d'una empresa immobiliària, 1 d'una empresa de serveis, 1 d'una entitat de l'administració pública i 1 d'una empresa classificada com a «altres activitats de serveis».
Dels 2 establiments de servei als particulars que hi havia el 2009, 1 era un paleta i 1 lampisteria.
L'any 2000 a Ventelay hi havia 12 explotacions agrícoles.

## Poblacions properes
El següent diagrama mostra les poblacions més properes.